# Filobasidiella neoformans
Filobasidiella neoformans — (телеоморф, також відома під своєю анаморфною назвою Cryptococcus neoformans) — вид інкапсульованих дріжджеподібних грибів, що може жити в тілі як тварин, так і рослин. Цей вид належить до відділу базидіоміцетів. F. neoformans зазвичай росте як дріжджі (тобто одноклітинний організм) і розмножується за допомгою брунькування. За певними умовами, як в природі, так і в лабораторії, F. neoformans може формувати гіфи і рости як волокнистий грибок. Під час росту у формі дріжджів, F. neoformans формує помітну капсулу, сформовану здебільшого з полісахаридів, яка може бути легко візуалізована за допомогою туші. Частинки пігменту не проникають до капсули, ака оточує сферичні дріжджові клітини, приводячи утворення зони очищення або «ореолу» навколо клітин.
F. neoformans є опортуністичним патогеном людини і може викликати криптококкоз.

## C. neoformansна Чорнобильській АЕС
У 1991 році на стінках зруйнованого 4-го реактора Чорнобильської АЕС було виявлено C. neoformans. Подальші дослідження продемонстрували, що ці грибки здатні перетворювали енергію гамма-випромінювання в хімічну енергію (радіосинтез).